# 私の食物誌
『私の食物誌』（わたくしのしょくもつし）は、文学者・文芸評論家の吉田健一による随筆。1971年（昭和46年）に読売新聞に連載された後、翌1972年（昭和47年）に単行本化され、中央公論社より発行された。吉田健一自身が日本各地で食べた、その土地ならではの食べ物の味を綴った随筆（エッセイ）集である。

## 概要
読売新聞紙上で、1971年2月4日から12月26日まで、全92回にわたって連載された。一編ごとの文章は短く、主に食材、産地、料理について触れているのみで、料理を食べた店舗の名や所在地は、ほとんど触れられていないことが特徴である。
単行本化にあたっては、全100回にするために新たに8回分が加えられた。これらの中には「別册文藝春秋」、「小説新潮」、菊正宗酒造元社長の嘉納毅六による季刊誌「甘辛春秋」に掲載された作品や、亀井勝一郎と吉川逸治の編による書籍「美の誘惑」所収の作品に加えて、書き下ろし作品もある。
2017年（平成29年）には、吉田の没後40年記念として、吉田のもう1冊の食に関する随筆『舌鼓ところどころ』と共に、『舌鼓ところどころ / 私の食物誌』（中公文庫）として発行された。

## 評価
小説家・評論家の丸谷才一は、「食べ物の本の戦後三大傑作」の一つに本書を挙げている。小説家の吉行淳之介は丸谷の意見に対して「私にも異存がない」と述べ、吉田が食べ物と人間との関係を正確につかんでおり、食通を感じさせないとして本書を評価している。文芸評論家の川本直は、同語反復の多い文章に驚き、「他の作家は絶対にこういう書き方をしない」と魅力を感じて、吉田健一の他の作品を読むきっかけになったという。
作家の林望は、吉田健一が「朕惟フニ（われおもうに）」と主体性、つまり独断的な記述を貫いていることを特徴に挙げている。または林は、「大概の者は食べずにいれば餓死するため、食べることは楽しいことに決まっているのだから、旨い物を捜すことは『食道楽』『食通』などの汚名をかぶる理由にはならない」との記述を評価している。
詩人の中村稔は、料理に関する数々の出版物の中でも、本書を「出色の物」とし、自身が吉田健一の著作の良い読者でないと認めつつも、吉田の著作の中でも「出色の物」と語っている。また中村は、吉田の友人でもある丸谷才一の著書『食通知ったかぶり』が、料理の調理法や味を表現豊かに記述していることに対し、吉田の本書は単に「旨い」を繰り返すのみで、なぜ旨いかを説明していないことを指摘し、食の楽しさを語るためには食通であることは不要であり、吉田の文章もまた食べ物の旨さを十分に伝えていると述べている。
元厚労官僚である樽見英樹は、厚生省への入省後、病床にいて食欲が低下していた時期に、本書を読んだことで食欲を思い出したといい、「とても実用的な本」「生きることの楽しみを教えてくれた」と評価している。
イラストレーターの大田垣晴子は、自著『わたくし的読書』の中で、食べ物に関する書籍の中で「大好き」として本書を取り上げており、「女性のエッセーはほとんど読まないけれど、男の人のは好きです。サラリと流す感じがある男の人の文章はいいですね」と語っている。この他に、「読んでいるとおなかのすく本」「項目を追っていくだけで食欲をそそられる」などの意見も寄せられている。

## 書籍情報
- 『私の食物誌』中央公論社、1972年、全国書誌番号:75000373
- 『私の食物誌』中央公論社〈中公文庫〉、1975年、全国書誌番号:75078665
- 『私の食物誌』(大活字本シリーズ)埼玉福祉会、1987年、全国書誌番号:88018033
- 『吉田健一著作集 第19巻』集英社、1990年、全国書誌番号:80022572
- 『吉田健一集成 6　随筆Ⅱ』新潮社、1994年、ISBN 4-10-645606-0
- 『私の食物誌 改版』中央公論新社〈中公文庫〉、2007年、ISBN 978-4-12-204891-1
- 『舌鼓ところどころ／私の食物誌』中央公論新社〈中公文庫〉、2017年（巻末エッセイ・辻義一、電子書籍も刊）、ISBN 978-4-12-206409-6